# Rittal-Arena

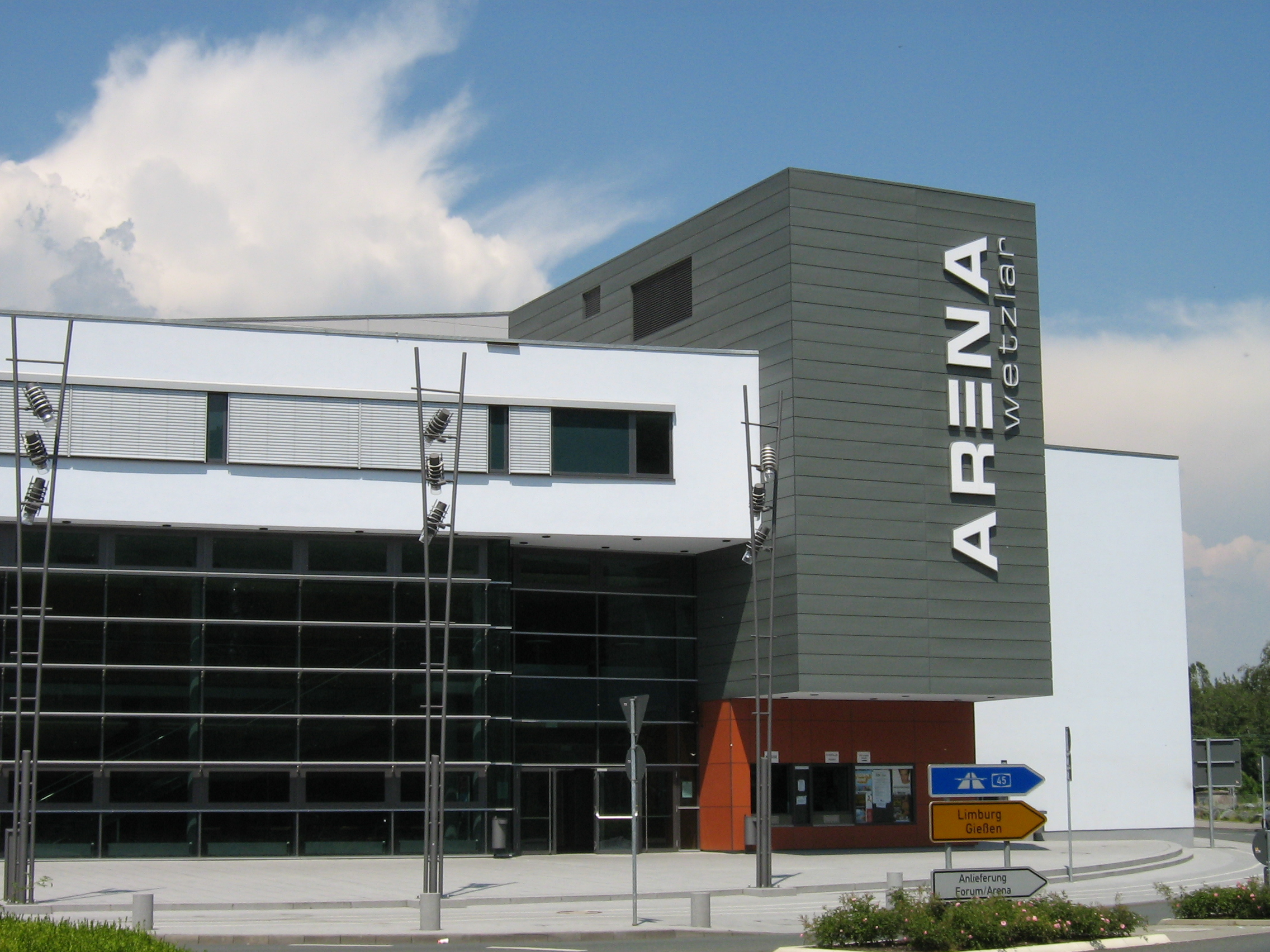
De Rittal-Arena

De Rittal-Arena, ook Arena Wetzlar en vroeger Mittelhessen-Arena, is een grote indoorsporthal in Wetzlar, Hessen. De arena wordt meestal gebruikt door de HSG Wetzlar (handbal) en af en toe door RSV Lahn-Dill (rolstoelbasketbal). Ook worden er geregeld optredens gehouden. De arena is geopend in 2005 en biedt plaats aan ongeveer zesduizend toeschouwers (afhankelijk van het evenement). De arena bood ook onderdak aan het WK Handbal 2007. De bouw van de hal heeft 16 miljoen euro gekost.
De Arena bevindt zich naast het station van Wetzlar, het Forum Wetzlar en een gemeenschappelijk parkeergebouw van 1700 plaatsen.